# Цінь Цзюшао
Цінь Цзюшао (秦九韶, 1208 — 1261) — китайський математик часів династії Сун, один з великих алгебраїстів XIII ст.

## Життєпис
Народився у 1208 році в повіті Аньюе, Сичуань, але родина його батька походила з провінції Шаньдун. Батько, Цінь Цзію 秦季槱, мав ступінь цзіньши та був державним службовцем, часто переїздив, керуючи різними адміністративними територіями. У 1219 році, коли Цінь Цзію очолював Бачжоу (сучасний повіт Бачжун провінції Сичуань), військові підняли заколот в Сичуані і 17-річний Цінь Цзюшао узяв участь у його придушені урядовими військами, очоливши загін земляків-добровольців. У 1224 році Цінь Цзію був призначений молодшим начальником наказу податного обліку та картографування в столиці Південної Сун — Ханчжоу, де Цінь Цзюшао удостоївся навчання у «великого літописця-астролога» (тайши) — очільника придворного астролого-астрономічного і календарного управління. Проте вже у 1225 році батько отримав в управління м. Тунчуань (сучасний Саньтай в Сичуані), куди вирушив і син. У 1233 році Цінь Цзюшао сам став помічником начальника повіту (сяньвей) в Сичуані, де навчався прози в стилі «паралелей і пар» (піньлі) і поезії в жанрах ци та ши у Лі Мейтіна, чиновника з провінційної столиці Ченду.
Коли війська монголів у 1236 році вдерлися до Сичуані, Цінь Цзюшао переїхав до Цічжоу (сучасний повіт Цічунь провінції Хебей), де його утиски військових викликали протест, і він був переміщений в Хечжоу (сучасний повіт Хесянь провінції Аньхой). Здійснивши там незаконні оборудки з продажу харчів і солі, вельми розбагатів і перебрався в м. Хучжоу (повіт Усін провінції Чжецзян), де за західними воротами у р. Тяошуй влаштував собі простору резиденцію, в якій розважався з жінками і займався музикою. У 8-му місячному місяці 1244 року був призначений адміністратором (тунчжіланом) в м. Цзянькан (сучасний Нанкін у провінції Цзянсу), але вже в 11-місяці через смерть матері повернувся до Хучжоу. Тут він активно займався математикою.
У 1254 році Цінь Цзюшао став радником у військовому управлінні (чжічжіси) Цзянькан, але незабаром знову повернувся додому. Підкупом отримавши аудієнцію в м. Янчжоу (провінція Цзянсу) у фаворита імператора Лі-цзуна — могутнього канцлера Цзя Сидао,— домігся у 1258 році призначення правителем Цюнчжоу (сучасний повіт Цюншаньсянь о.Хайнань), проте вже через сто днів населення від його утисків стало складати сумні пісні і, прослуживши всього кілька місяців, звинувачений в корупції він знову повернувся додому. Згодом у 1259 році пішов за своїм другом, вченим і сановником У Цянем в Інь (сучасне м.Нінбо провінції Чжецзян), де став помічником начальника (сичен) сільськогосподарського управління. У тому ж 1259 році У Цянь був призначений канцлером, але вже у 1260 році зміщений всесильним Цзя Сидао і відісланий у Чаочжоу (сучасна провінція Гуандун), а Цінь Цзюшао, що обманним шляхом привласнив частину земель У Цяня, — в Мейчжоу (сучасний повіт Мейсянь провінції Гуандун), де помер у 1261 році.

## Математика
Цінь Цзюшао у 1244—1247 роках написав свою головну працю, яка в епоху Сун називалася «Шусюе далюе» або «Шушу далюе», а в епоху Мін — «Шусюе цзючжан» або «Шушу цзючжан» («Книга про числа в дев'яти розділах»).
Рукопис не зберігся. Найстаріший текст з 9 цзюанів є в енциклопедії «Юн-ле дадянь» («Великий звід періоду Юн-ле», 1404 рік), звідки у відредагованому вигляді узятий в «Сику цюаньшу» («Усі книги чотирьох сховищ», 1782 рік). Найбільш авторитетне видання трактату з 18 цзюанів в редакції і з «Нарисам» (чжацзи 札记) про нього Сун Цзінчана, що узагальнив досягнення попередніх коментаторів, здійснив видатний бібліофіл Юй Суннянь у збірці (цуншу) «І-цзя-тан цуншу» («Звід книг залу чудових хлібів», Шанхай, 1842 рік).
За формою трактат нагадує «Цзючжан суаньшу», але складніший і в архітектоніці цілком свідомо нумерологізований. У ньому 81 завдання розподілена по 9 «родам» (лей). Кожна задача супроводжується відповіддю, «правилом» (шу), що містить метод, і «рішенням» (цао), що вказує послідовність дій, а при необхідності і пояснювальною схемою.
Перший рід присвячено невизначеному аналізу і містить задачі на «теорему залишку Сунь-цзи» (Сунь-цзи шен юй дин чи), наведену на початку. Він визначений нумерологічною категорією «велике розширення» (таянь), висхідної до мантики «Чжоу і», а тут означає «даянь цзуншушу» («правило загального числа великого розширення»), відоме також як «правило відшукання одиниць по великому розширенню» (таянь цюташу), тобто рішення по модулю системи порівнянь першого ступеня з одним невідомим.
Цінь Цзюшао зробив революційний перехід від єдиної задачі залишку 800-річної давнини — про «речі невідомого числа» (у бу чжи шу) в «Сунь-цзи суань цзине» (III, 26) відразу до загальної процедури вирішення завдань залишку, навіть більш досконалою, ніж у К.Гауса. Він зазначив, що цим методом навчився у придворному астролого—астрономічному і календарному управлінні в Ханчжоу, де, щоправда, його використовували без теоретичних обґрунтувань. Завдяки цьому ж впливу астролого—календарний термін тяньюань («небесне начало», «небесний першоелемент»), раніше значив хронологічний принцип циркуляції «споконвічної пневми» або його конкретизацію в календарі епохи Чжоу, в якому рік починається в 11-му місячному місяці, Цінь Цзюшао вперше застосував при вирішенні порівнянь для позначення залишків (рівних 1 у першому завдані), які поміщалися в лівому стовпці вихідної таблиці «початкових чисел» (юаньшу) і ставилися у відповідність модулям, з правого стовпця. У відповіді до першої задачі наведені «числа розширення» (яньшу) — 24, 12, 8, 6,які дають в сумі 50, і «числа застосування» (юншу) — 12, 24, 4, 9, що дають в сумі шукаєме 49. Перша сума дорівнює «числу великого розширення» (таянь чжішу) з «Сі ци чжуань», а друга — там же вказаним «його застосуванням» (ціюн) в маніпуляціях з ворожильними або рахунковими паличками, що пояснює походження даної термінології .
Другий рід «Небесні часи» (тяньші) — про астрономію, календарі та метеорологію. В одному із завдань, наприклад, потрібно знайти висоту підйому води над рівнем землі, якщо вона заповнює посудину, має висоту h і діаметри горлечка і дна відповідно a і b, при a> b.
У третьому роді «Площі полів» (тяньюй) наведена важлива формула, яка виражає площу геометричної фігури як корінь рівняння четвертого ступеня. Її новизна у тому, що коефіцієнти при невідомих є не числами, а функціями довжин відрізків, з яких складається фігура і які залишені невизначеними. Інші нововведення — формула площі трикутника, дана у термінах його сторін (саньсе цюцзи): {\displaystyle A={\frac {1}{2}}{\sqrt {a^{2}b^{2}-\left({\frac {a^{2}+b^{2}-c^{2}}{2}}\right)^{2}}}} і еквівалентна формулі Герона.
Четвертий рід «Виміри здалека» (Цеван) включає завдання на вимірювання відстаней з недоступних точок з використанням рівнянь вищих ступенів аж до десятої.
У родах 5-9: «Податки і повинності» (фу і), «Гроші та зерно» (цяньгу), «Укріплення та будівлі» (інцзянь), «Військові частини» (цзюньлюй) і «Ринки та обмін» (ши і), — завдання вирішуються здебільшого стандартними методами. Розглядаються лінійні системи рівнянь, вирішення низки завдань приводяться до рівнянь третьої або четвертої ступенів прототипом методу Руффіні-Горнера.
Одна з чудових особливостей «Шушу цзючжан» — такий запис рівнянь з вільним членом, яка робить його завжди негативним, що, по суті, еквівалентно правилу прирівнювання рівняння до нуля, що з'явився в Європі лише напочатку XVII ст.
За свідченням одного з ранніх коментаторів трактату відомого математика Лі Жуючи, позитивні числа в ньому писалися червоною тушшю, а негативні — чорною. Тут вперше у китайській літературі використано символ для нуля у вигляді кола. Цінь Цзюшао сам зазначив, що не зустрічав його в старих книгах, але бачив, що замість нього були тільки порожні місця.